# Uśmiech sardoniczny

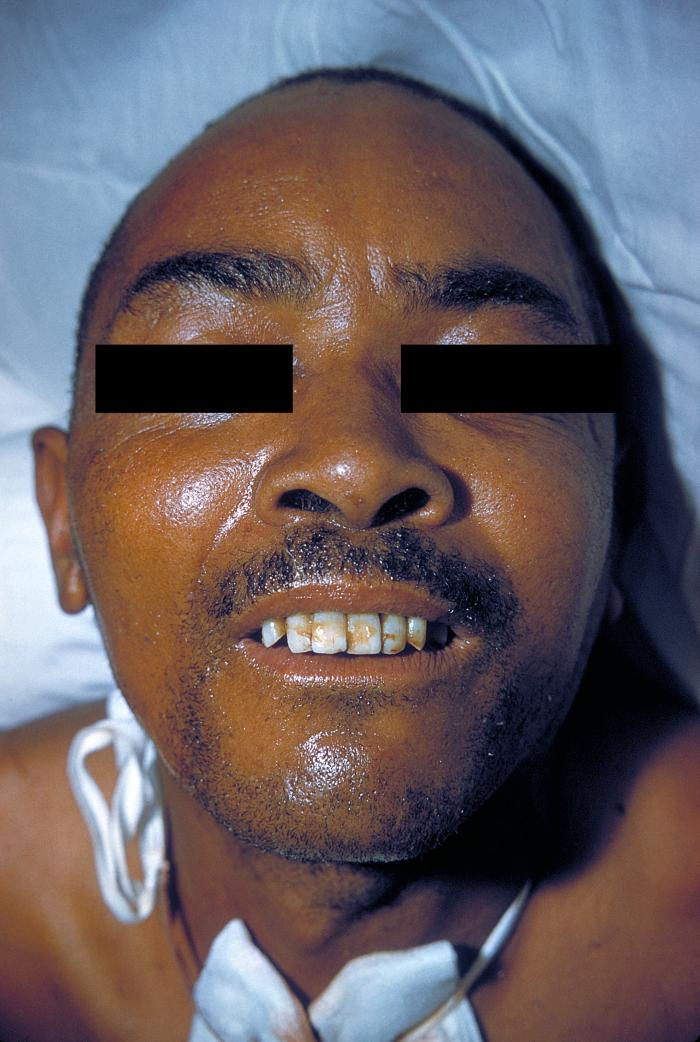
Uśmiech sardoniczny u pacjenta chorującego na tężec

Uśmiech sardoniczny (łac. sardonicus – sardoniczny, cyniczny, pogardliwy; gr. σαρδάνιος [sardanios]) – grymas twarzy przypominający uśmiech wywołany skurczem mięśni mimicznych po zażyciu trucizn zawartych w kropidle szafranowym (Oenanthe crocata), zwanym sardonijskim zielem. Także w szerszym znaczeniu – uśmiech szyderczy, pogardliwy oraz w znaczeniu medycznym – charakterystyczny grymas twarzy w przebiegu tężca.
Trucizny zawarte w kropidle szafranowym (alkohole poliyno polienowe, enantotoksyna i dihydroenantotoksyna) blokują receptor GABA uszkadzając ośrodkowy układ nerwowy i powodując silny skurcz mięśni. W efekcie twarz zatrutego wywarem z sardonijskiego ziela zastyga w grymasie z wyszczerzonymi zębami, przypominającym uśmiech.
Według powołującego się na dzieło Izydora z Sewilli (Etymologiarum sive originum libri XX) – autora przypisów do dzieła Salwiana z Marsylii (O rządach Boga) – starożytni używali rośliny pochodzącej z Sardynii (gr. Σαρδώ [Sardo] – dlatego nazywano to ziele sardyńskim) w celu uśmiercenia, sądząc że przyczynia się do tego długotrwały śmiech. Substancja została zidentyfikowana jako enantotoksyny kropidła szafranowego w wyniku badań zrealizowanych w Universita degli Studi del Piemonte Orientale pod nadzorem chemika Giovanniego Appendino. W starożytności podawano wywar z sardyńskiego ziela zniedołężniałym starcom lub skazanym na śmierć przestępcom, a następnie zrzucano ich ze skał lub bito na śmierć.